# Malytheater
Het Russisch Staats Academisch Malytheater (Russisch: Государственный академический Малый театр России, Gosoedarstvenny akademitsjeski Maly teatr Rossii) is een theater in Moskou, Rusland dat werd gesticht in het midden van de 18e eeuw. Het theater bevindt zich sinds 1824 in een gebouw aan het Theaterplein in het centrum van Moskou, in de directe omgeving van het Bolsjojtheater.
Maly theater betekent letterlijk "klein theater", wat destijds bedoeld was om het te onderscheiden van het Bolsjoj theater ("groot theater").

## Oprichting
Over het exacte jaar van oprichting van Maly zijn verschillende versies. In de 19e en 20e eeuw werd overeengekomen dat het werd opgericht in 1824, het jaar waarin het theater zijn intrek nam aan het Theaterplein. De honderdste verjaardag van Maly werd gevierd in 1924 en de 175ste verjaardag in 1999. De officiële tweehonderdste verjaardag werd echter verplaatst naar 2006, op basis van de oprichting van het Keizerlijke Moskoutheater in 1806. Sommige shows geproduceerd door het Keizerlijke Moskoutheater gingen al in 1804 in première en het gezelschap zette de traditie voort van het gezelschap van Michael Maddox, die in 1780 het Petrovskitheater oprichtte. De theaterwebsite, met ingang van augustus 2009, markeert het seizoen 2009-2010 als zijn "254e seizoen", verwijzend naar het "vrij theater", een in 1756 opgerichte instelling van de universiteit van Moskou.

## Geschiedenis
In 1756 werd door keizerin Elisabeth, de oprichting van een Russisch theater in Sint-Petersburg verordend. Eveneens in 1756 werd een nieuw "vrij theater" geopend door studenten van de universiteit van Moskou, die de acteurs werden. In 1759 werd een Russisch openbaar theater geopend onder de jurisdictie van de Universiteit van Moskou, onder leiding van de universiteitsdirecteur, dichter en toneelschrijver Michail Tsjeraskov. Het theater bestond niet lang maar werd de basis voor het eerste permanente theatergezelschap in Moskou.
Enkele decennia lang werd het Moskouse theatergezelschap geleid door particuliere ondernemers, waaronder de meest succesvolle en prominente ondernemer Michael Maddox, die in 1780 een groter theater bouwde, het Petrovskitheater (genoemd naar het plein, waar het werd gebouwd).
Vanaf 1806 werd het Petrovskitheatergezelschap staatseigendom en werd het onderdeel van de keizerlijke theaters onder de naam "Keizerlijk Moskoutheater". Na de brand van 1812 tijdens de veldtocht van Napoleon naar Rusland, verloor het theatergezelschap het pand en moest op verschillende plaatsen optreden. In 1824 herbouwde architect Joseph Bové het theaterplein met onder andere het Bolstjojtheater en verbouwde het herenhuis van Vargin naar het Malytheater. De eerste uitvoering vond hier plaats op 14 oktober 1824 en het keizerlijke Moskouse theatergezelschap verwierf zijn permanente thuis.

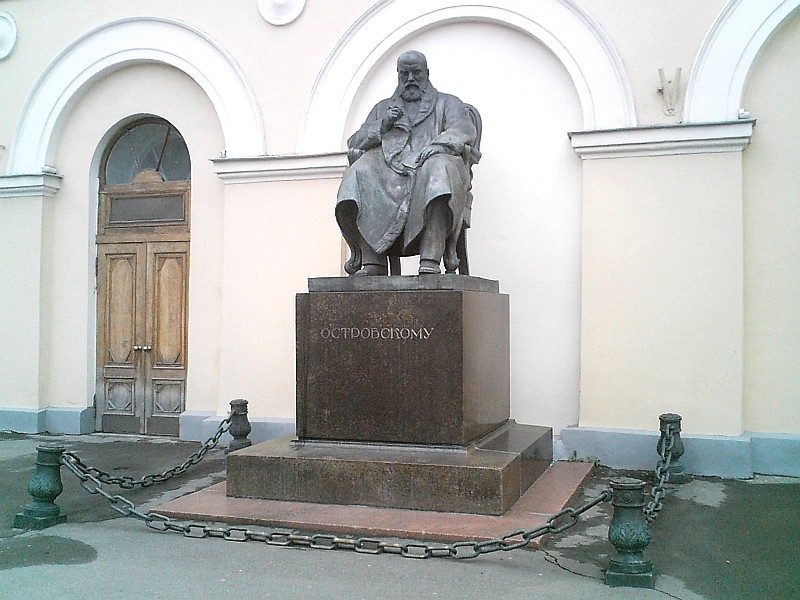
Ostrovski-monument aan de ingang van het theater

In de jaren 1830 huurde het Malytheater Michail Sjtsjepkin in, een van de beroemdste Russische acteurs van die tijd, wat het huis een grote reputatie bezorgde. In het Malytheater werd onder meer het bekendste toneelstuk van Aleksandr Gribojedov, Lijden door verstand, in de ongecensureerde versie voor het eerst opgevoerd, met Sjtsjepkin in een van de hoofdrollen. In de late 19e eeuw werden verschillende keren drama's en komedies uitgevoerd door Aleksandr Ostrovski, die wordt beschouwd als een van de grote Russische toneelschrijvers. Later werd een monument voor Ostrovski geplaatst voor de ingang van het theatergebouw, waar het nu nog steeds staat. Naast Russische klassiekers werden ook bekende buitenlandse stukken uitgevoerd, waaronder Schillers Kabale und Liebe en Lessings Emilia Galotti. Een groot aantal leidende vrouwelijke rollen werden gespeeld door de beroemde actrice Maria Jermolova.
Later in de Sovjettijd en tot op de dag van vandaag staan de uitvoeringen van klassieke stukken, waaronder werken van Ostrovski, centraal in het Malytheater. In 1995 opende het Malytheater een nieuw podium voor niet-klassieke formats (inclusief musicals). De acteur Joeri Solomin is sinds 1988 artistiek directeur van het Malytheater.

## Trivia
In 2007 werd de in 1976 ontdekte asteroïde (10007) Malytheatre genoemd naar het theater.